# 利納 (內布拉斯加州)
利納（英語：Lena）是位於美國內布拉斯加州阿瑟縣的非建制地區。

## 歷史
利納的郵局於1891年設立，其後於1960年停運。

## 地理
利納所處的海拔為高於海平面1081米（即3547英呎），而該地所採用的時區為UTC-6，即北美山地時區（MST）。同時該地設有夏令時間，為UTC-7調快一小時，即UTC-6（MDT）。